# ロシア国立シンフォニー・カペラ
ロシア国立シンフォニー・カペラ(ロシア語: Государственная академическая симфоническая капелла России、英語: State Symphony Capella of Russia)は、モスクワを本拠とする演奏団体。オーケストラと合唱団の複合組織である。

## 概要
オーケストラは、1957年にサムイル・サモスードを指揮者として結成された全連邦放送オペラ・シンフォニー・オーケストラ(ロシア語: Оперно-симфонический оркестр Всесоюзного радио)を前身とし、後にソヴィエト国立文化省交響楽団（ロシア語: Симфонического оркестра Министерства культуры СССР、英語: USSR Ministry of Culture Symphony Orchestra）の名称でゲンナジー・ロジェストヴェンスキーを音楽監督として再編成された。その後、ソヴィエト・フィルハーモニー交響楽団、モスクワ・シンフォニック・カペレを経て現在名になった。
合唱団は、ヴァレリー・ポリャンスキーがモスクワ音楽院在学中の1971年に立ち上げたモスクワ音楽院室内合唱団（ロシア語: Камерный хор Московской государственной консерватории）を前身とする。この合唱団は、1975年にイタリアのアレッツォで開催された国際ポリフォニー合唱コンクールで最上位となり国外でも認められ、後に同団のメンバーが中核となって文化省傘下のソヴィエト国立文化省室内合唱団（ロシア語: Государственный Камерный хор  Министерства культуры СССР、英語: USSR Ministry of Culture Chamber Choir）に再編成された。
1991年、ソビエト連邦の崩壊に伴う混乱の中、ロジェストヴェンスキーは辞任し、オーケストラと合唱団は合併、翌1992年よりポリャンスキーが芸術監督兼首席指揮者に就任した。1990年代後半から2000年代半ばまでポリャンスキーの指揮によりシャンドス・レーベルに合唱作品を含む多くの作品を録音している。同レーベルへの録音は、合唱団は「Russian State Symphonic Cappella」、オーケストラは「Russian State Sympony Orchestra」の名義で行っている。日本国内では、オーケストラは「ロシアン・ステイト・シンフォニー・オーケストラ」「ロシア国立交響楽団」などと日本語訳されて媒体が発売されている。

## 指揮者
- 1957年 - 1964年 サムイル・サモスード
- 1964年 - 1971年 ユーリ・アーロノヴィチ
- 1971年 - 1981年 マクシム・ショスタコーヴィチ
- 1981年 - 1992年 ゲンナジー・ロジェストヴェンスキー
- 1992年 - ヴァレリー・ポリャンスキー

## 主な録音
合併前は特に記す以外はメロディア録音

### オーケストラ
全連邦放送オペラ・シンフォニー・オーケストラ時代
- ダルゴムイシスキー：オペラ『石の客』（ハイキン指揮）
- リムスキー＝コルサコフ：オペラ『金鶏』（コヴァリョフ、アクーロフ指揮）

ソヴィエト国立文化省交響楽団時代（ロジェストヴェンスキー指揮）
- グラズノフ：交響曲全集
- ショスタコーヴィチ：交響曲全集
- ブルックナー：交響曲全集（異稿含む）
- プロコフィエフ：ピアノ協奏曲全集（ポストニコワ独奏）

### 合唱団（ポリャンスキー指揮）
モスクワ音楽院室内合唱団時代
- ボルトニャンスキー：合唱聖歌コンチェルト

ソヴィエト国立文化省室内合唱団時代
- チャイコフスキー：聖金口イオアン聖体礼儀
- チャイコフスキー：合唱曲集
- ボルトニャンスキー：合唱聖歌コンチェルト
- ラフマニノフ：徹夜祷
- ラフマニノフ：聖金口イオアン聖体礼儀（クラーヴェス）
- ロシア民謡集（ビクター音楽産業）

### 合併後
ポリャンスキー指揮、特に記す以外はシャンドス録音
- グラズノフ：交響曲集 他
- グレチャニノフ：交響曲全集、合唱曲集
- シュニトケ：交響曲集、合唱曲集
- ショスタコーヴィチ：交響曲集 他
- タネーエフ：交響曲全集
- チャイコフスキー：交響曲全集
- プロコフィエフ：『イワン雷帝』 他
- ラフマニノフ：交響曲全集 他
- ロシア民謡集（クラーヴェス）
- 他にアレンスキー、カンチェリ、キュイ、グバイドゥーリナ、シマノフスキ、スクリャービン、ブルックナー、ミャスコフスキー、レーガーなど